# Rose Summerfield
Rose Summerfield, auch als Rose Cadogan und Rose Hummer bekannt, (* 18. April 1864 in Middleton Creek, Victoria, Australien; † 14. April 1922 in Villarrica, Paraguay) war eine australische Feministin, Gewerkschafterin und Arbeiterführerin. 

## Privates Leben
Rose Summerfield war das dritte Kind von John Stone, einem polnischen Minenarbeiter und seiner irischen Frau Mary. Am 23. März 1886 heiratete sie Henry Lewis Summerfield, einen britischen Schneider und zog mit ihm in den Vorort Waverley Sydneys, wo sie 1887 einen Sohn gebar. Henry starb 1890 und am 22. September 1897 heiratete sie John Cadogan, einen Koch und Minenmanager, mit dem sie vier gemeinsame Kinder hatte. Darunter war Leon, der sich wie seine Mutter für soziale Rechte und für die indigene Bevölkerung von Paraguay einsetzte sowie anthropologische Studien betrieb.

### Australien
Politisch aktiv wurde Summerfield in der Mitte der 1880er Jahre in der Australasian Secularist Association (ASA), die unter dem Einfluss von Joseph Symes stand. 1886 wurde als für die ASA in Melbourne als Sonntagslehrerin aktiv. Sie schrieb für mehrere sozial engagierte Zeitschriften wie für denDemocrat, Liberator und Northern People; als Rose Hummer schrieb sie im Hummer und der Nachfolgezeitung Sydney Worker. 
Sie wurde 1892 zur führenden Organisatorin der Frauenarbeiterinnen und baute eine Frauenabteilung in der Gewerkschaft der Australian Workers’ Union auf. Ihre politischen Erfolge brachen in der ersten Wirtschafts- und Bankenkrise Australiens von 1890 zusammen. In den Jahren 1892 bis 1896 war sie weiterhin in der Womanhood Suffrage League of New South Wales und in der Gewerkschaft in Waverley und in Auseinandersetzungen für die Rechte der Arbeiterinnen und Arbeiter aktiv. Sie wurde Mitglied der Australian Socialist League (ASL).
Ferner engagierte sich für die Alkoholprohibition und verfasste eine Schrift Woman's Place in the Temperance Movement. 
Bekannter in der australischen Arbeiterbewegung wurde ihre Schrift Gospel of Discontent bzw. Master and Man über den kolonialen Kapitalismus.

## New Australia
Nachdem sie über die australische Arbeiterbewegung und die Politik der Australian Labor Party desillusioniert und aus der ASL ausgetreten war, siedelte sie mit ihrem Mann im April 1897 in die frühsozialistische Kolonie New Australia nach Paraguay um und war dort von der Haltung der paraguayischen Bevölkerung enttäuscht und verließ 1908 New Australia. Sie eröffneten ein Handelsgeschäft bei Yataity, und als die Familie beschloss nach Australien zurückzukehren, verlor sie kurz vor ihrer Abreise durch einen Fehler der Bank ihr gesamtes Geldvermögen und musste in Paraguay bleiben. Rose Summerfield starb in Villarrica an einem Krebsleiden und wurde auf dem Ovejas-Friedhof in New Australia beigesetzt.